# كوغويوس دي غواديكس
بلدية كوغويوس دي غواديكس (بالإسبانية: Cogollos de Guadix) هي بلدية تقع في مقاطعة غرناطة التابعة لمنطقة أندلوسيا جنوب إسبانيا.

## الديموغرافيا
بلغ عدد سكان بلدية كوغويوس دي غواديكس 747 نسمة عام 2011 (وفقاً للمعهد الوطني الإسباني للإحصاء).
| 798 | 774 | 737 | 741 | 710 | 715 | 747 |